# مدال زبابي قزم
مدال زبابي قزم (الاسم العلمي: Microgale parvula)، نوع من الثدييات المنتمية إلى فصيلة المداليات. متوطن في مدغشقر. موائله الطبيعية هي غابات الأراضي الرطبة شبه الاستوائية أو الاستوائية والغابات الجبلبة الرطبة شبه الاستوائية أو الاستوائية.